# Трансляційна симетрія
Трансляційна симетрія — тип симетрії, при якій об'єкт накладається сам на себе при зсуві на певний вектор, який називається вектором трансляції.
Однорідне середовище накладається на себе при зсуві на будь-який вектор, тож для нього властива трансляційна симетрія.
Трансляційна симетрія властива також для кристалів. У цьому випадку вектори трансляції не довільні, хоча їх існує нескінченне число. Серед усіх векторів трансляції кристалічної ґратки можна вибрати 3 лінійно незалежні таким чином, що будь-який інший вектор трансляції був би лінійною суперпозицією цих векторів із цілими коефіцієнтами. Ці три вектори складають базис кристалічної ґратки, а побудований на них паралелепіпед — примітивну комірку кристала.